# 亚历山大三世号战列舰 (1901年)
“亚历山大三世”号战列舰（羅馬化：Imperator Aleksandr III，直译：「沙皇亚历山大三世」）是20世纪第一个十年为俄罗斯帝国海军建造的五艘博罗季诺级战列舰之一。本舰在日俄战争开始前于1904年2月完工，被分配至第二太平洋舰队并在六个月后随舰队被派往远东，以打破日本对旅顺港的封锁。但就在这支舰队前往目的地的途中，日军已经占领了旅顺港，舰队的目的地因此改为海参崴。1905年5月的对马海战中，“亚历山大三世”号被日军炮火击沉，全员阵亡。

## 设计和描述

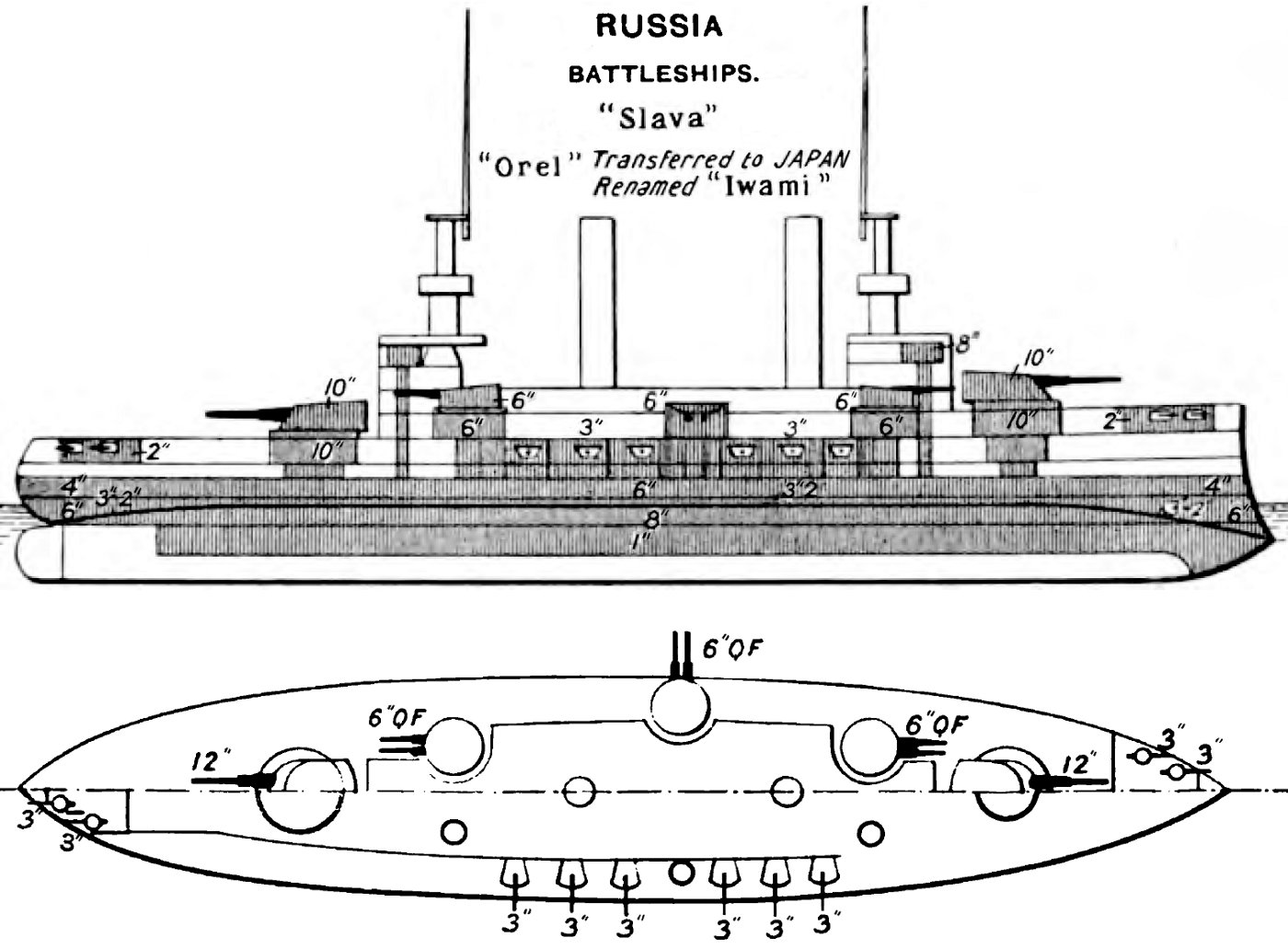
《布拉西海军年鉴》（1906年）中，“亚历山大三世”号的右视图及俯视平面图。

博罗季诺级战列舰以法国建造的“皇太子”号战列舰为设计基础，并进行了修改以适应俄罗斯的设备和建造惯例。这些战列舰是根据1898年提出的“满足远东需要”计划建造的，目标是在太平洋地区集中部署十艘战列舰。“亚历山大三世”号全长397英尺（121），舷宽76英尺1英寸（23.19），满载时吃水深约29英尺2英寸（8.9）。虽然设计排水量为13,516長噸（13,733公噸），但实际排水量达到14,181長噸（14,409公噸），超出600長噸（610公噸）。这在1903年10月6日的海试中造成了问题，在进行高速转弯时侧倾15°，并导致75（3英寸）炮的炮口进水。本舰预期编制包括28名军官和754名士兵，但实际服役时配备了826至846名舰员。
“亚历山大三世”号由两座四缸直立三胀蒸汽机提供动力，每台蒸汽机驱动一具螺旋桨，由20台贝尔维尔锅炉提供蒸汽。发动机额定功率为15,800匹指示馬力（11,800千瓦特），设计最高速度为18節（33每小時；21英里每小時）。然而，在1903年7月23日的官方轮机试验中，“亚历山大三世”号的输出功率可达到16,225匹指示馬力（12,099千瓦特），但最高时速仅为17.7節（32.8每小時；20.4英里每小時）。随舰装载足量燃煤的情况下，本舰可以在10節（19每小時；12英里每小時）续航2,590海里（4,800；2,980英里）。
“亚历山大三世”号的主炮包括4门火炮安装在两座双联装炮塔中，一座位于上层建筑的前部，一座位于后部。副炮为12门卡内特6英寸（152）速射炮，安装在双枪炮塔中。此外还装备了一些小型火炮，用于防御鱼雷艇。其中包括20门75毫米速射炮和20门霍奇基斯机炮。舰载鱼雷装备为4具15英寸（381）鱼雷发射管，舰首和舰尾各有一具在水线以上，另有两具在水下。“亚历山大三世”号的水线装甲带由克虏伯装甲组成，厚度为5.7至7.64英寸（145至194）。炮塔装甲最大厚度为10英寸（254），甲板厚度在1至2英寸（25至51）之间。1.5英寸（38）装甲下甲板向下弯曲，形成防鱼雷舱壁。

## 舰历
“亚历山大三世”号得名自沙皇亚历山大三世，1899年9月5日在圣彼得堡波罗的海工厂开始建造。本舰于1900年5月23日安放龙骨，并于1901年8月3日下水。1902年8月，“亚历山大三世”号前往雷瓦尔迎接到访的德国皇帝威廉二世，并与德国海军舰艇一起参加了联合舰队演习。本舰最终于1903年11月真正完工，造价为13,979,000卢布。
1904年10月15日，“亚历山大三世”号连同第二太平洋舰队的其他舰艇，由海军中将齐诺维·罗杰斯特文斯基指挥从利鲍起航前往旅顺港。这支舰队沿着非洲大西洋海岸航行，绕过好望角，于1905年1月9日到达马达加斯加西北海岸的贝岛后在那里停留了两个月以补充燃煤。同年3月16日，舰队启航前往法属印度支那的金兰湾，并在将近一个月后抵达，等待由海军少将尼古拉·涅鲍加托夫指挥的第三太平洋舰队旗下各艘旧式舰艇。后者于5月9日抵达金兰湾并与第二太平洋舰队组建为联合部队，在5月14日启航前往海参崴。虽然没有关于“亚历山大三世”号的确切数据，但因为舰上装满了燃煤和其他物资，据推测大约超重了1,700長噸（1,700公噸）。由于额外的补给品都被存放在舰体内较高的位置，从而降低了舰只的稳定性。额外的重量也使水线装甲带下沉，仅留下约4英尺6英寸（1.4）的上部装甲带还露在水面上。
罗杰斯特文斯基决定穿过对马海峡，采取最直接的路线前往海参崴。1905年5月27日，俄国舰队遭到日本海军中将东乡平八郎所指挥的联合舰队拦截。战斗开始时，“亚历山大三世”号位居罗杰斯特文斯基的旗舰“苏沃洛夫公爵”号之后排在第二位。由于舰上无人生还，且战斗大部分时间能见度较差，因此人们对“亚历山大三世”号在战斗中的行动知之甚少。然而，英日同盟下英国皇家海军的官方军事观察员W·C·帕肯汉姆上校指出，“亚历山大三世”号在交战初期就被击中起火。在日本舰队于14:10开火约半小时后，“苏沃洛夫公爵”号的转向装置受损。“亚历山大三世”号最初跟随着“苏沃洛夫公爵”号，但当舰长尼古拉·布赫沃斯托夫意识到“苏沃洛夫公爵”号失去控制时，下令“亚历山大三世”号转向了北方。下午4点左右，东乡平八郎试图集中火力攻击陷入瘫痪的“苏沃洛夫公爵”号，但布赫沃斯托夫却让“亚历山大三世”号径直冲向日军战列线，试图将日军的火力吸引到他的舰上。虽然他成功的吸引了火力，但“亚历山大三世”号却严重受损。观察员注意到，“亚历山大三世”号的舰首受损严重，左舷前部船体上有一个大洞。下午6点左右战斗重新开始后，日军集中火力攻击“亚历山大三世”号以及“博罗季诺”号。“亚历山大三世”号于18:30左右偏离航线向左舷倾斜并倾覆，但直到19:07才沉没，全舰无人生还。

## 纪念
1908年，在圣彼得堡圣尼古拉海员主教座堂周围的花园中建造了一座由阿尔乔姆·奥贝尔和雅科夫·菲洛特设计的花岗岩方尖碑，以纪念在对马海战中牺牲的“亚历山大三世”号战列舰官兵。

## 脚注

### 出处
1. ↑  张恩东 (2018)，第201頁.
2. ↑  Gribovsky (2010)，第3頁.
3. ↑  McLaughlin (2003)，第136–138, 140頁.
4. ↑  McLaughlin (2003)，第137, 144頁.
5. ↑  McLaughlin (2003)，第136–137頁.
6. ↑  Silverstone (1984)，第376頁.
7. ↑  McLaughlin (2003)，第136頁.
8. ↑  . The Times (36840) (London). 1902-08-07. p. 3.
9. ↑  Campbell (1979)，第184頁.
10. ↑  McLaughlin (2003)，第136, 142頁.
11. ↑  Forczyk (2009)，第9頁.
12. ↑  McLaughlin (2003)，第141, 167頁.
13. ↑  Forczyk (2009)，第56頁.
14. ↑  Campbell (1978)，第129頁.
15. ↑  Forczyk (2009)，第25, 63, 66頁.
16. ↑  Campbell (1978)，第135頁.
17. ↑  Corbett (2015)，第445頁.
18. ↑  Forczyk (2009)，第67頁.
19. ↑  . Paltra Travel.   [2012-08-26]. （原始内容存档于2025-01-20）.

## 拓展阅读
- Westwood, J. N. . Albany, New York: State University of New York Press. 1986. ISBN 978-0-88706-191-2.